# 雅罗斯拉夫·海罗夫斯基
雅罗斯拉夫·海罗夫斯基（捷克語：Jaroslav Heyrovský，1890年12月20日 - 1967年3月27日），捷克化学家，布拉格查理大学教授。
早年留学英国伦敦大学学院，研究电化学；1922年提出极谱分析法;在电毛细现象中，用滴汞电极测量电压增加时通过溶液的电流；从绘出曲线，可以测定溶液中微量的物质；1959年获诺贝尔化学奖。
著作有《分析化学物理方法》等。2005年6月捷克票選「最偉大的捷克人」（Největší Čech）中，他排名第19。